# VK Karlovarsko
VK Karlovarsko – czeski klub siatkarski z siedzibą w Karlowych Warach. Założony został w 2014 roku i w tym samym roku zadebiutował w Extralidze. Mistrz Extraligi i finalista Pucharu Czech.
Od nazwy sponsora VK Karlovarsko od sezonu 2014/2015 występuje pod nazwą VK ČEZ Karlovarsko.
Obiektem sportowym, w którym VK Karlovarsko rozgrywa swoje mecze, jest hala míčových sportů w Karlowych Warach.

## Historia
VK Karlovarsko zarejestrowano w marcu 2014 roku. Prezesem klubu został były siatkarz Jakub Novotný. Przed początkiem sezonu 2014/2015 VK Karlovarsko uzyskał prawo gry w czeskiej Extralidze w miejsce VSK Staré Město, który zajął ostatnie miejsce w sezonie 2013/2014.
W czerwcu 2014 r. tytularnym sponsorem klubu zostało czeskie przedsiębiorstwo energetyczne ČEZ i od tego czasu klub występuje pod nazwą VK ČEZ Karlovarsko.
W sezonie 2014/2015 VK ČEZ Karlovarsko zdobył brązowy medal w Extralidze. W sezonie 2015/2016 klub zadebiutował w europejskich pucharach, startując w Pucharze CEV, a po odpadnięciu w 1/16 finału Pucharu CEV z Sir Safety Perugia - w Pucharze Challenge. W Extralidze zajął 4. miejsce. To samo miejsce w Extralidze klub zajął także w następnym sezonie, w którym doszedł także do finału Pucharu Czech.
W sezonie 2017/2018 VK ČEZ Karlovarsko zdobył tytuł mistrza Czech. Zagrał także w finale Pucharu Czech, w którym przegrał z Duklą Liberec.

## Bilans sezonów
| Sezon     | Rozgrywki ligowe | Rozgrywki ligowe | Puchar Czech |
| Sezon     | Poziom           | Miejsce          | Puchar Czech |
| --------- | ---------------- | ---------------- | ------------ |
| 2014/2015 | Extraliga        | 3.               | półfinał     |
| 2015/2016 | Extraliga        | 4.               | półfinał     |
| 2016/2017 | Extraliga        | 4.               | finał        |
| 2017/2018 | Extraliga        | 1.               | finał        |
| 2018/2019 | Extraliga        | 5.               | półfinał     |
| 2019/2020 | Extraliga        | −                | półfinał     |
| 2020/2021 | Extraliga        | 1.               | finał        |
| 2021/2022 | Extraliga        | 1.               | finał        |
| 2022/2023 | Extraliga        | 3.               | finał        |
| 2023/2024 | Extraliga        | 6.               | ćwierćfinał  |
| 2024/2025 | Extraliga        | 2.               | finał        |

Poziom rozgrywek:
     pierwszy poziom

## Występy w europejskich pucharach
| Sezon     | Puchar           | Osiągnięcie  |
| --------- | ---------------- | ------------ |
| 2015/2016 | Puchar CEV       | 1/16 finału  |
| 2015/2016 | Puchar Challenge | 1/16 finału  |
| 2016/2017 | Puchar CEV       | ćwierćfinał  |
| 2017/2018 | Puchar Challenge | 1/8 finału   |
| 2018/2019 | Liga Mistrzów    | faza grupowa |
| 2019/2020 | Puchar Challenge | 1/4 finału   |
| 2020/2021 | Liga Mistrzów    | faza grupowa |
| 2021/2022 | Liga Mistrzów    | kwalifikacje |
| 2021/2022 | Puchar CEV       | ćwierćfinał  |
| 2022/2023 | Liga Mistrzów    | faza grupowa |
| 2022/2023 | Puchar CEV       | ćwierćfinał  |
| 2023/2024 | Puchar CEV       | 1/8 finału   |
| 2024/2025 | Puchar Challenge | 1/16 finału  |

## Sukcesy
Mistrzostwa Czech:
- 1. miejsce (3x): 2018, 2021, 2022[4]
- 2. miejsce (1x): 2025[5]
- 3. miejsce (1x): 2015, 2023[6]

Superpuchar Czech:
- 1. miejsce (1x): 2021, 2022[7]

## Kadra

### Sezon 2022/2023[8]
- Pierwszy trener: Jiří Novák
- Asystenci trenera: Jakub Koloušek i Martin Kop

| Nr | Imię i nazwisko | Data ur. | Wzrost | Pozycja      |
| -- | --------------- | -------- | ------ | ------------ |
| 1  | James Weir      | 1995     | 204    | środkowy     |
| 3  | Daniel Pfeffer  | 1990     | 184    | libero       |
| 4  | Patrik Lamanec  | 1995     | 197    | atakujący    |
| 5  | Adam Zajíček    | 1993     | 201    | środkowy     |
| 6  | Martti Juhkami  | 1988     | 195    | przyjmujący  |
| 8  | Wessel Keemink  | 1993     | 197    | rozgrywający |
| 9  | Kewin Sasak     | 1997     | 208    | atakujący    |
| 11 | Jan Kasan       | 1998     | 188    | rozgrywający |
| 12 | Matěj Pastrňák  | 2005     | 199    | przyjmujący  |
| 13 | Łukasz Wiese    | 1993     | 195    | przyjmujący  |
| 14 | Vojtěch Patočka | 1993     | 201    | środkowy     |
| 15 | Jakub Ihnát     | 1996     | 193    | przyjmujący  |
| 21 | Martin Kočka    | 1998     | 178    | rozgrywający |

### Sezon 2021/2022[9]
- Pierwszy trener: Jiří Novák
- Asystenci trenera: Milan Bican i Zdeněk Sklenář

| Nr | Imię i nazwisko | Data ur. | Wzrost | Pozycja      |
| -- | --------------- | -------- | ------ | ------------ |
| 1  | Martin Fišer    | 2000     | 190    | przyjmujący  |
| 3  | Daniel Pfeffer  | 1990     | 184    | libero       |
| 5  | Adam Zajíček    | 1993     | 201    | środkowy     |
| 8  | Wessel Keemink  | 1993     | 197    | rozgrywający |
| 10 | Daniel Římal    | 1996     | 189    | atakujący    |
| 11 | Lukáš Vašina    | 1999     | 192    | przyjmujący  |
| 12 | Marc Wilson     | 1991     | 200    | środkowy     |
| 13 | Łukasz Wiese    | 1993     | 195    | przyjmujący  |
| 14 | Vojtěch Patočka | 1993     | 201    | środkowy     |
| 15 | Jakub Ihnát     | 1996     | 193    | przyjmujący  |
| 21 | Martin Kočka    | 1998     | 178    | rozgrywający |
| 23 | Patrik Indra    | 1997     | 200    | atakujący    |

### Sezon 2020/2021[10]
- Pierwszy trener: Jiří Novák
- Asystenci trenera: Milan Bican i Zdeněk Sklenář

| Nr | Imię i nazwisko    | Data ur. | Wzrost | Pozycja      |
| -- | ------------------ | -------- | ------ | ------------ |
| 1  | Martin Fišer       | 2000     | 190    | przyjmujący  |
| 2  | Tomáš Petrák       | 2000     | 185    | libero       |
| 3  | Daniel Pfeffer     | 1990     | 184    | libero       |
| 4  | Fredric Gustavsson | 1991     | 197    | atakujący    |
| 5  | Lukáš Ticháček     | 1982     | 193    | rozgrywający |
| 6  | Tomáš Houda        | 2001     | 200    | przyjmujący  |
| 7  | Radek Baláž        | 2001     | 202    | środkowy     |
| 8  | Wessel Keemink     | 1993     | 197    | rozgrywający |
| 10 | Marcel Lux         | 1994     | 200    | przyjmujący  |
| 12 | Marc Wilson        | 1991     | 200    | środkowy     |
| 13 | Łukasz Wiese       | 1993     | 195    | przyjmujący  |
| 15 | Lukáš Vašina       | 1999     | 192    | przyjmujący  |
| 17 | Daniel Římal       | 1996     | 189    | atakujący    |
| 21 | Martin Kočka       | 1998     | 178    | rozgrywający |
| 23 | Patrik Indra       | 1997     | 200    | atakujący    |

### Sezon 2019/2020
- Pierwszy trener: Jiří Novák
- Asystenci trenera: Milan Bican i Zdeněk Sklenář

| Nr | Imię i nazwisko                 | Data ur. | Wzrost | Pozycja      |
| -- | ------------------------------- | -------- | ------ | ------------ |
| 2  | Tomáš Petrák                    | 2000     | 185    | libero       |
| 3  | Daniel Pfeffer                  | 1990     | 184    | libero       |
| 4  | Matyáš Džavoronok               | 2001     | 194    | rozgrywający |
| 5  | Lukáš Ticháček                  | 1982     | 193    | rozgrywający |
| 6  | Tomáš Houda                     | 2001     | 200    | przyjmujący  |
| 7  | Radek Baláž                     | 2001     | 202    | środkowy     |
| 10 | Marcel Lux                      | 1994     | 200    | przyjmujący  |
| 11 | Lukáš Vašina                    | 1999     | 192    | przyjmujący  |
| 12 | Marc Wilson                     | 1991     | 200    | środkowy     |
| 13 | Łukasz Wiese                    | 1993     | 195    | przyjmujący  |
| 14 | Vojtěch Patočka                 | 1993     | 201    | środkowy     |
| 15 | Peter Mlynarčík (od 16.01.2020) | 1991     | 200    | atakujący    |
| 18 | Filip Rejlek                    | 1981     | 200    | atakujący    |

### Sezon 2018/2019
- Pierwszy trener: Jiří Novák
- Asystenci trenera: Milan Bican i Zdeněk Sklenář

| Nr | Imię i nazwisko   | Data ur. | Wzrost | Pozycja      |
| -- | ----------------- | -------- | ------ | ------------ |
| 1  | Marek Beer        | 1988     | 201    | środkowy     |
| 2  | Tomáš Petrák      | 2000     | 185    | libero       |
| 3  | Daniel Pfeffer    | 1990     | 184    | libero       |
| 4  | Matyáš Džavoronok | 2001     | 194    | rozgrywający |
| 5  | Lukáš Vašina      | 1999     | 192    | przyjmujący  |
| 7  | Jiří Škubal       | 2000     | 194    | atakujący    |
| 8  | Trent O’Dea       | 1994     | 201    | środkowy     |
| 9  | Ondřej Hudeček    | 1981     | 195    | przyjmujący  |
| 10 | Jalen Penrose     | 1994     | 207    | przyjmujący  |
| 12 | Daan van Haarlem  | 1989     | 198    | rozgrywający |
| 13 | Łukasz Wiese      | 1993     | 195    | przyjmujący  |
| 14 | Vojtěch Patočka   | 1993     | 201    | środkowy     |
| 18 | Filip Rejlek      | 1981     | 200    | atakujący    |
| 19 | Marek Zmrhal      | 1993     | 203    | przyjmujący  |

### Sezon 2017/2018
- Pierwszy trener: Jiří Novák
- Asystenci trenera: Milan Bican i Zdeněk Sklenář

| Nr | Imię i nazwisko    | Data ur. | Wzrost | Pozycja      |
| -- | ------------------ | -------- | ------ | ------------ |
| 1  | Jan Štefko         | 1996     | 198    | rozgrywający |
| 2  | Tomáš Petrák       | 2000     | 185    | libero       |
| 3  | Daniel Pfeffer     | 1990     | 184    | libero       |
| 7  | Michal Kriško      | 1988     | 198    | atakujący    |
| 8  | Jiří Škubal        | 2000     | 194    | atakujący    |
| 9  | Ondřej Hudeček     | 1981     | 195    | przyjmujący  |
| 10 | Jakub Hukel        | 1989     | 193    | przyjmujący  |
| 11 | Henri Treial       | 1992     | 204    | środkowy     |
| 12 | Gregor Ropret      | 1989     | 192    | rozgrywający |
| 13 | Radoslav Prešinský | 1989     | 204    | środkowy     |
| 16 | Tomáš Široký       | 1982     | 196    | środkowy     |
| 17 | Zdeněk Málek       | 1990     | 191    | przyjmujący  |
| 18 | Filip Rejlek       | 1981     | 200    | atakujący    |
| 19 | Marek Zmrhal       | 1993     | 203    | przyjmujący  |